# Jelizaveta Palmenbach

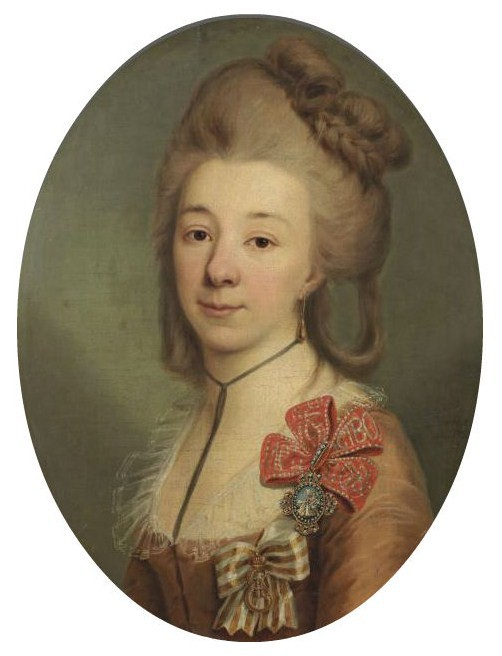
Jelizaveta Palmenbach

Jelizaveta Aleksandrovna Palmenbach, född 1761, död 1832, var en rysk pedagog. Hon var föreståndare för Smolnyjinstitutet från 1797 till 1802. 
Jelizaveta Palmenbach var dotter till Hedvig Elisabet av Kurland och baron Aleksandr Ivanovitj Tjerkasov. Hon utbildades vid Smolnyjinstitutet, tog examen 1779 och blev hovdam innan hon gifte sig med Jevstafij Palmenbach. Hon blev 1796 biträdande rektor vid institutet och året därpå rektor och föreståndare. Hon åtnjöt förtroende hos kejsarinnan Maria och fick ansvaret för utbildningen av flera av storfurstinnorna. Hon mottog 1801 Katarinorden.  
En gata i Sankt Petersburg, Palmenbachskaja, fick sitt namn efter henne. 